# Pisany (taniec)
Pisany – polski taniec ludowy z Wielkopolski z okolic Leszna. Tempo umiarkowane, 4/4.
Pary tańczą po kole idąc do przodu 4 kroki, potem kreślą zewnętrznymi nogami trójkąt na podłodze, następnie obracają się wokół swej osi aby na końcu znowu zakreślić trójkąt na podłodze. Sekwencja powtarza się wielokrotnie.
Taniec muzycznie podobny jest do tańców z zachodnich części Europy, prawdopodobnie przywieziony został z Westfalii przez reemigrantów.